# 一月長得
一月 長得（いちげつ ちょうとく）は、駿河今川氏出身の僧侶。今川家第9代当主・今川義元の三男であると伝えられる。生家の苗字を冠して今川長得と記されることもある。

## 生涯
長子でない為に出家を余儀なくされ、一月長得と名乗って曹洞宗の僧侶となった。寺伝によれば天正2年（1574年）、仏照円鑑禅師（喚英長応）を招いて江戸に万昌院（現・萬昌院功運寺）を開いた。今川家の直系としては、父の死後に今川家が滅亡して、後に兄の今川氏真が徳川家康から高家として迎えられるとこれに従った。
慶長19年（1615年）に氏真が亡くなった時に弔いを行ったのは長得と伝えられており、万昌院は観泉寺に移動するまで江戸時代の今川家にとって墓所となった。また万昌院は、今川家の本家筋にあたり、当時は極めて近い姻戚関係にあった吉良家の墓所ともなった。